# 马特·麦格拉思
马特·麦格拉思（英語：Matt McGrath，1875年12月28日—1941年1月29日），美国男子田径运动员。他曾代表美国参加1908年、1912年、1920年和1924年夏季奥林匹克运动会田径比赛，共获得一枚金牌和二枚银牌。